# Leopold von Heydebrand und der Lasa
Leopold Blasius Valentin von Heydebrand und der Lasa (* 15. Februar 1754 in Gross Lassowitz; † 13. September 1808 auf Gut Ornontowitz) war ein preußischer Major und Ritter des Ordens Pour le Mérite.

## Familie
Leopold von Heydebrand und der Lasa entstammte der Linie Ornontowitz-Storchnest seiner schlesischen uradeligen Familie. Leopold von Heydebrand und der Lasa war zweimal verheiratet, zunächst mit Henriette Beate Wientzek (1754–1794) und seit dem 19. August 1798 mit Marie-Therese von Schimony-Schimonsky (1776–1865), Senioratsherrin auf Stubendorf, Landkreis Neisse. Sein ältester Sohn aus erster Ehe war der preußische Generalmajor Heinrich von Heydebrand und der Lasa (1790–1868), sein Enkel war der Schachmeister und Kaiserlich Deutsche Diplomat Tassilo von Heydebrand und der Lasa (1818–1899).

## Militärische Laufbahn
Heydebrand trat, wie es in den preußischen Adelsfamilien üblich war, als Offiziersbewerber in die Preußische Armee ein. Er wählte als Waffengattung die Kavallerie und wurde Husar. Bei Ausbruch des Ersten Koalitionskrieges gegen das revolutionäre Frankreich war er Rittmeister im Wolffradtschen Husarenregiment. Mit diesem Regiment nahm er im Sommer und Herbst am Vormarsch der Alliierten nach Lothringen teil und zeichnete sich, wie das ganze Wolffradtsche Husarenregiment, besonders bei dem Gefecht im August 1792 bei Fontoi aus. Am 1. September 1792 berichtete die Berlinische Zeitung: „Bericht aus dem Armeeoberkommando, Hauptquartier Berchem vom 19. August: […] wonach nach dem Vortrag General Hohenlohes Majestät bewogen sei, […] und dem Stabsrittmeister von Heydebrand der Orden pour le merite bewilligt sei.“ Im Tagebucheintrag des Regiments von Kleist heißt es: „Im Lager bei Grüne, 19. August: ,SM haben Allergnädigst geruht, den Obersten von Wolffradt zum Generalmajor […] zu ernennen. Vom Regiment von Wolffradt […] hat der Rittmeister von Heydebrand […] den Orden pour le merite erhalten.‘“
Leopold von Heydebrand stieg zum Major auf und wurde nach der von Napoleon Preußen im Frieden von Tilsit auferlegten Heeresreduzierung verabschiedet. Er kehrte auf sein Gut in Oberschlesien zurück, das er bis zu seinem Tode bewirtschaftete.